# Аурес Авиация
Аурес Авиация (на арабском أوراس للطيران) — школа подготовки пилотов в городе Батна (Алжир). Это единственная школа в Африке, которая обеспечивает высокий уровень подготовки пилотов больших и небольших самолетов. это также первая частная школа профессионального пилотирования в Алжире.

## История
Аурес Авиация была основана Абдельмаджид Луаи в 2000 году, на основе одобрения 001 управления гражданской авиации и метеорологии Алжира. Это первая алжирская школа профессионального пилотирования частного сектора.
В течение 10 лет после её создания, школа являлась предметом бойкота алжирского правительства, которое выбирало зарубежные школы вместо отечественных. В 2010 году алжирский министр транспорта Амар Ту, принял решение об обучении пилотов коммерческих авиалиний Алжира, в Аурес авиации. В этом же году компании Тассили Эйрлайн и Эйр Алжири подписали контракт со школой для обучения своих пилотов.